# Grand Prix Ouest-France 2011
Der Grand Prix Ouest-France 2011 war die 75. Austragung dieses Radrennens und fand am 28. August 2011 statt. Das Eintagesrennen war Teil der UCI WorldTour 2011 und innerhalb dieser das 22. von 27 Rennen. Die Gesamtdistanz des Rennens betrug 248,3 Kilometer. 
Es siegte der Slowene Grega Bole aus der italienischen Mannschaft Lampre-ISD vor dem Australier Simon Gerrans aus der britischen Mannschaft Sky und dem Franzosen Thomas Voeckler aus der französischen Mannschaft Europcar.
Für Grega Bole war es der erste Sieg beim Grand Prix Ouest France. Er war zudem der erste slowenische Fahrer überhaupt, der den GP Ouest France für sich entschied.

## Teilnehmer
Startberechtigt waren die 18 UCI ProTeams der Saison 2011. Zusätzlich vergab der Veranstalter Wildcards an sechs UCI Professional Continental Teams.
| ProTeams (18)- Ag2r La Mondiale - Astana - BMC Racing Team - Euskaltel-Euskadi - Garmin-Cervélo - HTC-Highroad - Katusha - Lampre-ISD - Leopard-Trek - Liquigas-Cannondale - Movistar Team - Omega Pharma-Lotto - Quick Step Cycling Team - Rabobank - Team RadioShack - Saxo Bank-Sungard - Sky ProCycling - Vacansoleil-DCM Professional Continental Teams (6)- FDJ - Bretagne-Schuller - Cofidis, le Crédit en Ligne - Team Europcar - Saur-Sojasun - Skil-Shimano |
| |

## Ergebnis
| \| Gesamtwertung \| Gesamtwertung \| Gesamtwertung \| Gesamtwertung \| Gesamtwertung \| \| Fahrer \| Fahrer \| Land \| Team \| Zeit \| \| ------------- \| ------------------ \| ------------- \| --------------- \| --------------- \| \| 1. \| Grega Bole \| Slowenien \| Lampre-ISD \| 6 h 32 min 40 s \| \| 2. \| Simon Gerrans \| Australien \| Team Sky \| + 0 s \| \| 3. \| Thomas Voeckler \| Frankreich \| Team Europcar \| + 0 s \| \| 4. \| Thor Hushovd \| Norwegen \| Garmin-Cervélo \| + 0 s \| \| 5. \| Giacomo Nizzolo \| Italien \| Leopard-Trek \| + 0 s \| \| 6. \| Arnaud Gérard \| Frankreich \| FDJ \| + 0 s \| \| 7. \| José Joaquín Rojas \| Spanien \| Movistar Team \| + 0 s \| \| 8. \| Fumiyuki Beppu \| Japan \| Team RadioShack \| + 0 s \| \| 9. \| Julien Simon \| Frankreich \| Saur-Sojasun \| + 0 s \| \| 10. \| Yoann Offredo \| Frankreich \| FDJ \| + 0 s \| |                    |            |                 |                 |
| |                    |            |                 |                 |
| Quelle: ProCyclingStats |                    |            |                 |                 |
| Gesamtwertung |                    |            |                 |                 |
| Fahrer | Fahrer             | Land       | Team            | Zeit            |
| 1. | Grega Bole         | Slowenien  | Lampre-ISD      | 6 h 32 min 40 s |
| 2. | Simon Gerrans      | Australien | Team Sky        | + 0 s           |
| 3. | Thomas Voeckler    | Frankreich | Team Europcar   | + 0 s           |
| 4. | Thor Hushovd       | Norwegen   | Garmin-Cervélo  | + 0 s           |
| 5. | Giacomo Nizzolo    | Italien    | Leopard-Trek    | + 0 s           |
| 6. | Arnaud Gérard      | Frankreich | FDJ             | + 0 s           |
| 7. | José Joaquín Rojas | Spanien    | Movistar Team   | + 0 s           |
| 8. | Fumiyuki Beppu     | Japan      | Team RadioShack | + 0 s           |
| 9. | Julien Simon       | Frankreich | Saur-Sojasun    | + 0 s           |
| 10. | Yoann Offredo      | Frankreich | FDJ             | + 0 s           |